# Tercis-les-Bains
Tercis-les-Bains település Franciaországban, Landes megyében. Lakosainak száma 1331 fő (2022. január 1.). Tercis-les-Bains Angoumé, Dax, Heugas, Mées, Oeyreluy, Rivière-Saas-et-Gourby és Siest községekkel határos.

## Népesség
A település népessége az elmúlt években az alábbi módon változott:
| Lakosok száma | 600  | 790  | 966  | 1146 | 1185 | 1184 | 1203 | 1259 | 1283 | 1331 |
|               | 1968 | 1982 | 1990 | 2006 | 2013 | 2015 | 2017 | 2019 | 2020 | 2022 |